# Les Adieux de Cinq-Mars à Marie d'Entraigues ou le Baiser du départ
Les Adieux de Cinq-Mars à Marie d'Entraigues ou le Baiser du départ est un tableau peint par Claudius Jacquand en 1836.
Il est conservé au musée des Beaux-Arts de Lyon.

## Histoire
Henri Coiffier de Ruzé d'Effiat, marquis de Cinq-Mars (1620 - 1642), est un « favori » du roi Louis XIII. Ayant comploté contre Richelieu, il est jugé puis décapité à Lyon sur la place des Terreaux avec son compagnon de Thou.
Alfred de Vigny publie en 1826 un roman historique inspiré de cet épisode, titré Cinq-Mars ou Une conjuration sous Louis XIII, qui suscite l'intérêt des peintres historiques. Ainsi, en 1829, Paul Delaroche réalise un Richelieu et Cinq-Mars remontant le Rhône, puis Claudius Jacquand expose au Salon de 1835 un premier tableau Cinq-Mars et de Thou, représentant les deux hommes menés à l'échafaud. Il présente au Salon de 1836 un nouveau tableau d'abord intitulé Le Baiser du départ, directement inspiré du premier chapitre du roman de Vigny.

## Description
La composition s'inspire de la célèbre scène du balcon du Roméo et Juliette de William Shakespeare.

## Postérité
Jacquand poursuit sa série de tableaux sur le même thème avec Cinq-Mars rendant son épée à Louis XIII, puis expose au Salon de 1837 deux toiles, Cinq-Mars à Perpignan et Cinq-Mars allant au supplice.
Le tableau des Adieux de Cinq-Mars à Marie d'Entraigues est reproduit en 1853 sous forme de gravure par Charles Vogt.
En 2014, il est exposé au musée des Beaux-Arts de Lyon dans le cadre de l'exposition L'invention du Passé. Histoires de cœur et d'épée 1802-1850.